# Hauptsache Ferien
Hauptsache Ferien ist eine deutsche Filmkomödie von Peter Weck aus dem Jahr 1972 mit den Hauptdarstellern Peter Alexander und Christiane Hörbiger sowie Theo Lingen, Marietta Schupp und Martin Held. Die Idee zur Geschichte stammt von Horst Wendlandt unter dem Pseudonym H.O. Gregor.
Die Uraufführung dieses letzten Spielfilms mit Peter Alexander erfolgte am 14. September 1972.

## Handlung
Dr. Peter Markus ist ein bei seinen Schülern sehr beliebter Lehrer an einem Gymnasium und freut sich so wie diese bereits auf die Ferien. Für die Schülerin Corinna Kannenberg sind die Aussichten allerdings nicht so gut, denn ihre Versetzung ist gefährdet. Um einer Wiederholung des Schuljahres zu entgehen, kommt das lernfaule Mädchen auf die Idee, den Bauunternehmer Kannenberg einzuspannen, Corinnas Vater, der Studienrat Markus kurzerhand zum Sieger eines Preisausschreibens küren soll. Dr. Markus hatte an diesem Preisausschreiben teilgenommen, da es sein großer Traum ist, ein eigenes Haus zu besitzen, in dem er gemeinsam mit seiner Tochter Gaby und dem Goldfisch Otto leben kann. Und der Hauptpreis in besagtem Preisausschreiben ist ein Fertighaus. Die Wahrheit, wie er zu seinem Preis gekommen ist, soll Markus erst nach seinem Einzug erfahren, womit man dann Corinnas Versetzung erpressen könnte. 
Und so machen sich alsbald von Kannenberg beauftragte Arbeiter auf dem Grundstück des glücklichen Gewinners zu schaffen. Corinnas ältere Schwester Ursula beaufsichtigt die Arbeiten als Architektin. Sie kennt den Plan von Vater und Schwester nicht. Als sie sich in Peter Markus verliebt, der ihre Gefühle erwidert, will sie ihm beim Richtfest offenbaren, was sie kurz zuvor erfahren hat, kommt jedoch in dem Trubel nicht dazu.
Als Kannenberg dem Lehrer seiner Tochter dann erzählt, was es mit seinem „Gewinn“ auf sich hat, muss er allerdings die Erfahrung machen, dass Dr. Markus seinen Bestechungs- und Erpressungsversuchen gegenüber immun ist. Übel ist es jedoch, dass der auf den beliebten Lehrer eifersüchtige Kollege Brammer, der stets auf der Suche nach einem Grund ist, um Markus eins auszuwischen, Wind von der Sache bekommen hat.
Dr. Markus wird vom Dienst suspendiert. Mit Hilfe seines Freundes Dr. Hebbel heckt Markus einen Plan aus, um nun seinerseits Kannenberg an der Nase herumzuführen. Die Freunde geben sich als Finanzbeamte der Steuerfahndung aus und überprüfen die Unterlagen Kannenbergs. So bringen sie den Unternehmer dazu, beim Vorgesetzten von Markus die ganze Angelegenheit aufzuklären, dieser ist rehabilitiert, und auch seinem Glück mit Ursula steht nun nichts mehr im Wege.

## Produktion

### Produktionsnotizen
Es handelt sich um eine Gemeinschaftsproduktion der Rialto Film Preben Philipsen und der Terra Filmkunst GmbH, Berlin im Verleih von Constantin-Film. Dort wurde der Film mit den Worten beworben: „Ein Lustspiel um einen turbulenten Eigenheimbau mit Humor, Liebe und Musik.“ Oder auch: Ein herrlicher Film voll Sommerfreude und Humor. Der englische Titel lautet Main Thing Holidays.

### Hintergrund
Nur mit Mühe konnten Produzent Horst Wendlandt und Regisseur Peter Weck den neuen Fernseh-Showstar Peter Alexander zu seinem letzten Spielfilm überreden. Sie waren dazu eigens zu ihm nach Lugano gefahren. Auf Drängen seiner Ehefrau Hilde, die eine Gage von 400.000 DM ausgehandelt hatte, sagte er zu. Die ersten zwei Wochen fanden Atelieraufnahmen in Berlin statt, die Außenaufnahmen entstanden überwiegend am Hubersee und in Penzberg.
Für Hauptdarstellerin Christiane Hörbiger brachte Hauptsache Ferien nach mehreren Jahren wieder eine Filmrolle: „Ich habe ja damals hauptsächlich Theater gespielt und war sehr glücklich über dieses Angebot mit Peter Alexander.“

### Lieder im Film
– gesungen von Peter Alexander – 
- Wir singen mit der ganzen Welt
- Was ist denn woanders so anders
- Meine vier Wände
- Leute im Campingzelt

### DVD
Der Film wurde innerhalb der „Peter Alexander Collection“ am 1. August 2011 von der Universum Film GmbH auf DVD veröffentlicht.

## Kritik
„Dünnes Lustspiel mit Peter-Alexander-Songs; einzig diskutabel die darstellerische Leistung von Martin Held.“

„Peter Alexander ist schon wieder ein patenter singender Lehrer, es geht schon wieder in die Ferien und Peter Weck hat schon wieder die Dreistigkeit, den Regiestuhl zu okkupieren. ‚Schwach‘ ist dafür kein Ausdruck.“

Auf der Seite Schlombies Filmbesprechungen bekam der Film das Urteil „unterhaltsam“. Es wurde die Frage gestellt, ob man Regisseur Peter Weck für diesen Film loben könne oder eben nicht? Das Ergebnis lautete: „‚Hauptsache Ferien‘ soll ein fröhliches, musikuntermaltes Lustspiel sein, dass gute Laune machen soll. Da das Ziel erreicht wird, wenn auch auf trivialste Art, braucht man auf der Gegenseite auch nicht über etwas zu schimpfen, dessen Umfang damals noch nicht für jedermann ermessbar war.“ Peter Alexander spiele „die Rolle, die er meistens spiel[e]“, als „einzig herausragender Schauspieler“ erweise sich „Theo Lingen“. Die Geschichte sei „kurzweilig“, die kurzen Anflüge zu den ‚Lümmel‘-Filmen „angenehm erheiternd“, insgesamt könne man also „von einem gelungenen Werk sprechen“.